# رونالد شيكليتش
رونالد شيكليتش (بالكرواتية: Ronald Šiklić)‏ هو لاعب كرة قدم كرواتي في مركز الدفاع، ولد في 24 نوفمبر 1980 في زغرب في كرواتيا. لعب مع إنتر زابرشيتش ودايسكوبوليا غرودجيسك ويلكوبولسكي ودينامو زغرب وسلافيا براغ وغورنيك وانشنا وليخيا غدانسك ونادي سلافن بيلوبو.

## وصلات خارجية
- رونالد شيكليتش على موقع اتحاد أوكرانيا (الإنجليزية)
- رونالد شيكليتش على موقع قاعدة بيانات كرة القدم.إي يو (الإنجليزية)
- رونالد شيكليتش على موقع Soccerway.com (الإنجليزية)